# Xã Moltke, Quận Sibley, Minnesota
Xã Moltke (tiếng Anh: Moltke Township) là một xã thuộc quận Sibley, tiểu bang Minnesota, Hoa Kỳ. Năm 2010, dân số của xã này là 279 người.